# Läkarbanken
Läkarbanken är ett gemensamt kansli för två organisationer, dels Rotarys Läkarbank och dels Skandinaviska Läkarbanken. Journalisten Lars Braw startade Rotarys Läkarbank 1988 och 1990 startade han Skandinaviska Läkarbanken med stöd av Erikshjälpen. Lars Braw blev 1994 hedersdoktor vid Lunds universitet för insatsen. 
Bägge organisationerna skickar läkare, tandläkare och sjuksköterskor på kortare uppdrag till låginkomstländer i bland annat Östafrika. De arbetar utan lön och får endast ersättning för resor och uppehälle. Läkarbankerna har ett gemensamt kansli och ett gemensamt register för läkare.   
Rotarys Läkarbank är en stiftelse som står nära Rotary Sverige. Organisationen skickar varje år ut cirka 80 läkare och tandläkare till Kenya. Läkarna tjänstgör vid mobila primärvårdskliniker, så kallade jeeplinjer, som åker ut till platser där befolkningen saknar sjukvård. Rotarys Läkarbank har spridit sig till bland annat Nederländerna, Tyskland och Storbritannien.  
Skandinaviska Läkarbanken är en medlemsorganisation som vilar på kristen grund. Organisationen skickar främst ut läkare och annan sjukvårdspersonal till missionssjukhus i olika delar av Östafrika. Ett femtiotal skickas ut varje år. Organisationen finansierar till största delen av Erikshjälpen.  
http://www.lakarbanken.org/